# Xuan-Yuan Sword: Han Cloud
Xuan-Yuan Sword: Han Cloud (chino: 軒轅劍之漢之雲) es una serie de televisión china transmitida desde el 8 de agosto de 2017 al 17 de diciembre de 2017 a través de la cadena Dragon TV.
La serie está basada en el videojuego Xuan-Yuan Sword desarrollado por la compañía taiwanesa Softstar Entertainment Inc.

## Sinopsis
Después de que el Antiguo Emperador derrotara a los demonios, la destrozada espada se rompe en dos partes y dos espíritus de espadas nacen: Huangfu Zhaoyun y Xu Muyun, sin embargo debido al caos causado por las batallas, los dos hermanos son separados desde el nacimiento.
Zhaoyun es criado por un grupo de guerreros llamados los "Flying Feathers (Fei Yu)", quienes están a cargo de ayudar al primer ministro Gongyang Shuoen, en su búsqueda por expandir el reino de Yao Han. Mientras que Muyun es criado por el Ejército llamado "Bronze Bird (Tongque Zunzhe)" de Xiao Yue, quienes son crueles y opresivos y a menudo invaden los países vecinos. 
Los dos hermanos e reúnen en una batalla entre sus reinos, y cuando Zhaoyun descubre la verdad, utiliza su línea de sangre para salvar a Muyun del peligro. Zhaoyun, queda desolado al ver a la gente sufriendo debido a la guerra y con la ayuda de Yeyaxi, una princesa de una tribu los dos hermanos trabajan juntos y se unen para superar situaciones peligrosas y difíciles, y así cambiar el curso de la guerra.
Al final, los hermanos encuentran la Espada del Emperador que simboliza la justicia, y la utilizan para derrotar al cruel y bárbaro Chun Yuyue, por lo tanto destruyendo al Ejército "Bronze Bird" y devolviendo así la paz al mundo.

## Reparto

### Personajes principales
| Actor         | Personaje                                      | Episodios | Notas |
| ------------- | ---------------------------------------------- | --------- | --- |
| Leon Zhang    | Huangfu Zhaoyun / Yanfeng                      | 58        | Es uno de los dos espíritus de espada, el líder General de los "Flying Feathers" y el Jefe de la Facción Feathers (Yu). Es un hombre que valora la camaradería y la justicia y siempre lucha por la gente. Fue separado de su madre y su hermano cuando era joven y terminó uniéndose al ejército. El maneja el "Fang Tian Hua Ji", una de las diez grandes armas celestiales y un arma que lleva la marca de una pantera con una majestuosa grandeza que corresponde a su dueño. Yeyaxi es su verdadero amor, y Hengaie es su mejor amiga y confidente. |
| Yu Menglong   | Xu Muyun / Bai Yi, Reverente de la Ropa Blanca | 58        | Es uno de los dos espíritus espada y el líder del "Bronze Bird". Es un hombre frío pero persistente y sincero con los que ama, que después de perder el contacto con su familia se convierte en el discípulo del general Zhang Han. Él maneja el "Feng Ri Ming Quan", una de las diez grandes armas celestiales y una espada que puede nivelar diez mil millas. Está enamorado de Lan Yin, quien es su verdadero amor y considera a Shang Rui como a un hermano, sin saber que en realidad es un demonio que poseyó el cuerpo de Rui. |
| Guan Xiaotong | Yeyaxi                                         | -         | Es una joven de Yinzhou y la dueña del "Yan Shui Ling Yu", una de las diez grandes armas celestiales y un objeto mítico que se dice que con una ligera ola puede causar una perturbación en el cielo y la tierra. Después de que su tribu es destruida y su hermano menor forzado a la esclavitud, es puesta en un pedestal como la Princesa del Reino de Cang Wu, debido a sus habilidades especiales. Yeyaxi anhela la paz mundial, pero no tiene más remedio que enfrentar las batallas que se le ponen enfrente. Está enamorada de Huangfu Zhaoyun, quien es su verdadero amor. |
| Zhang Jianing | Hengai / Sheng'er                              | -         | Es una de los cuatro inmortales que evolucionó de un instrumento musical (Sheng). Es una persona fría, distante y misteriosa debido a su identidad. Es la dueña del "Lian Yao Hu", una de las diez grandes armas celestiales y un objeto mítico con la capacidad de tragar el cuelo y la tierra. Hace cientos de años, se le encomendó ir al reino humano en busca de la Espada Xuan Yuan, pero un incidente hace que ella y su hermana, Qing'er se separen. Más tarde se une a la Tribu Winged, como una de las diez "Flying Feathers", donde conoce y se enamora de Huangfu Zhaoyun, sin embargo él sólo la ve como a una amiga. |
| Ju Jingyi     | Lan Yin                                        | -         | Es la hija de Yinglong, es una joven gentil muda que sirve como una de las doncellas de la mansión de Zhang Han. Es la amiga de la infancia y amante de Xu Muyun, muere mientras intentaba evitar que el aura de su espada lo consumiera, sin embargo un incidente hace que su espíritu quede atrapado dentro del "Yan Shui Ling Yu" de Yeyaxi. |
| Vengo Gao     | Shang Rui / Reverente de la Ropa Morada        | -         | Es el creador del Ejército "Bronze Bird" y el hermano del Emperador de Xiao Yue. Es un hombre frío, arrogante y usa la manipulación para promover sus ambiciones, sin embargo también posee un encanto diabólico que uno no puede evitar amar. Aunque demuestra estar enamorado de Qing'er, quien es su verdadero amor y también preocuparse profundamente por Xu Muyun, a quien considera un hermano, más tarde se revela que en realidad es un poderoso señor demonio que años atrás había luchado contra el antiguo Emperador y tomado el cuerpo de Shang Rui y cuyo objetivo era el de obtener la Espada Xuan Yuan y apoderarse de los tres Reinos de la tierra usando a Qing'er, Xu Muyun y Yanfeng, manipulándolos para poder cumplir su plan. |

### Personajes secundarios

#### Flying Feathers
| Actor         | Personaje  | N.º de episodios | Notas |
| ------------- | ---------- | ---------------- | --- |
| Dai Si        | Duan Meng  | -                | Es la Jefa de la Facción Flying (Fei), que maneja espadas dobles y es experta en el asesinato. Fue abandonada de niña debido a la derrota de su padre en la guerra y más tarde adoptada por un general de Yao Han. Debido a su pasado solitario, se vuelve en una mujer fría y retraída. Está enamorada de Yanfeng, sin embargo él no siente lo mismo. Después de que su padre adoptivo es acusado de traición, decide unirse a las "Flying Feathers" con el objetivo de buscar la verdad. |
| Li Zonglin    | Shangzhang | -                | Es el hermano menor de Duanmeng, un hombre inocente e ingenuo que depende mucho de su hermana. Es experto en la construcción de barreras mágicas y el arte de la invisibilidad. |
| Yan Xi        | Tuwei      | -                | Es un joven misterioso y tranquilo que evoluciona de un espantapájaros y se especializa en las habilidades de curación. Secretamente está enamorado de Hengai, quien lo cuidó durante su forma origina. |
| Gao Taiyu     | Youzhao    | -                | Es un joven arrogante con un alto sentido de propiedad. Es un experto en el arte del arma y su única ambición es vengar su reino y eliminar a los enemigos. |
| Wu Xudong     | Qiangwu    | -                | Es un hombre leal que no busca la famia ni el poder. Es un experto en el tiro con arco y el mejor amigo de Yanfeng (Huangfu Zhaoyun). |
| Zhu Jiaqi     | Zhaoyang   | -                | Es un espadachín confiable y afectuoso, que está enamorado de Duanmeng. |
| Xu Yang       | Zhuli      | -                | Es un joven inteligente y conocedor que se especializa en el arte de las trampas. |
| Zhao Zhenting | Shangheng  | -                | Es un hombre que se especializa en hechizos mágicos y aluneación durante la batalla. |

#### Bronze Bird Army
| Actor         | Personaje                                | Episodios | Notas |
| ------------- | ---------------------------------------- | --------- | --- |
| Wang Ruizi    | Qing'er / Reverente del Vestido Rojo     | -         | Es la hermana de Hengai, una inmortal que evolucionó de un instrumento musical (Qing). Viaja al reino mortal con su hermana para completar su misión, sin embargo se enamora inesperadamente a primera vista de Shang Rui, por amor abandona su deber y su estatus de inmortal, sin saber que en realidad Shang Rui no la amaba y en que era un demonio que había poseído su cuerpo y que sólo la estaba utilizando para restaurar la Espada Xuan Yuan. |
| Zhang Junming | Guan Shi / Reverente de la Ropa Amarilla | -         | Es un joven astto y ambicioso que busca la fama y el poder. Se especializa en el arte de la desilusión y en leer mentes. |
| Shan Sihan    | Jiuyou / Reverente de la Ropa Verde      | -         | Es un hombre atrevido y fuerte que es experto en esgrima y habilidades mágicas. |
| Tang Guozhong | Han Long / Reverente de la Ropa Negra    | -         | Es un bandido que posee una fuerza inmensa y ataques letales, también es experto en la equitación. |

### Otros personajes
| Actor         | Personaje                | N.º de episodios | Notas |
| ------------- | ------------------------ | ---------------- | --- |
| Winston Chao  | Gongyang Shuo            | -                | Es el Primer Ministro del Reino de Yao Han, un estratega militar inteligente. |
| Lu Xingyu     | Duowenshi                | -                | Es el asesor de los "Flying Feathers", aunque es leal a su país, en ocasiones es inflexible y obstinado.                                                                         |
| Fu Chengpeng  | Yuwen Yi                 | -                | Es el Primer Ministro del Reino de Xiao Yue. |
| Joe Ma        | Zhang Han                | -                | Es el Gran General del Reino de Xiao Yue y el maestro de Xu Muyun. Muere durante la batalla contra las "Flying Feathers".                                                        |
| Kathy Chow    | Gu Yuxiang               | -                | Es la Princesa mayor del Reino de Cangwu y la madre adoptiva de Yeyaxi. |
| Fu Tianjiao   | Gu Ting                  | -                | Es el Gran General del Reino de Cangwu. |
| Bobo Gan      | Qin'er / Inmortal Wushan | -                | Es una de los cuatro inmortales que evolucionaron de un instrumento musical (Qin). Luego de violar una regla celestial, es enviada a custodiar la ciudad de Wushan como castigo. |
| Gao Yang      | Di'er / Inmortal Luoshui | -                | Es una de las cuatro inmortales que evolucionaron a partir de un instrumento musical (Dizi).                                                                                     |
| He Zhonghua   | Xu Zhi                   | -                | Es el padre adoptivo de Xu Muyun. |
| Shi Yue An Xi | Duopeng                  | -                | Es un loro que vivió en el "Lian Yao Hu" de Hengai y se dice que es un erudito.                                                                                                  |
| Yang Liu      | Rain Girl                | -                | Es uno de los demonios que vivían en el "Lian Yao Hu" de Hengai. |
| Liu Zhoucheng | Ma Qi                    | -                | |

## Episodios
La serie estuvo conformada por 58 episodios, emitiendo dos episodios seguidos a través de Dragon TV todos los lunes y martes a las 22:00 (CST).

## Música
El soundtrack de la serie estuvo conformada por 5 canciones:
Las músicas de inicio fueron "Han Cloud" de Leon Zhang y "Battle Cloud" de Ji Banai. 
Mientras que las músicas de cierre fueron "Bright Moon" interpretada por Guan Xiaotong y "Half" de Yu Menglong.
| No. | Artista (as)  | Canción                             | Notas              |
| --- | ------------- | ----------------------------------- | ------------------ |
| 1   | Leon Zhang    | "Han Cloud" (汉之云)                | (música de inicio) |
| 2   | Ji Banai      | "Battle Cloud" (战云)               | (música de inicio) |
| 3   | Guan Xiaotong | "Bright Moon" (明月)                | (música de cierre) |
| 4   | Yu Menglong   | "Half" (一半)                       | (música de cierre) |
| 5   | Xuan Shang    | "Silent Soul Separation" (黯然销魂) |                    |

## Producción
La serie también fue conocida como Xuan-Yuan Sword Legend: The Clouds of Han.
Contó con el apoyo de las compañías de producción "Shanghai New Culture Media Group Co., Ltd", "Softstar Entertainment Inc" y "Leyoung Entertainment".

### Distribución internacional
- Dragon Television – 8 de agosto de 2017 - 14 de diciembre de 2017 (todos los martes de 21:55 a 23:25).
  - iQiyi - 9 de agosto de 2017 (actualizado todos los martes a las 22:00).
- Channel 9 MCOT HD – 16 de junio de 2018 - 7 de octubre de 2018 (todos los sábados y domingos de 14.05 a 15.30).